# Punta Mariato

Lägeskarta

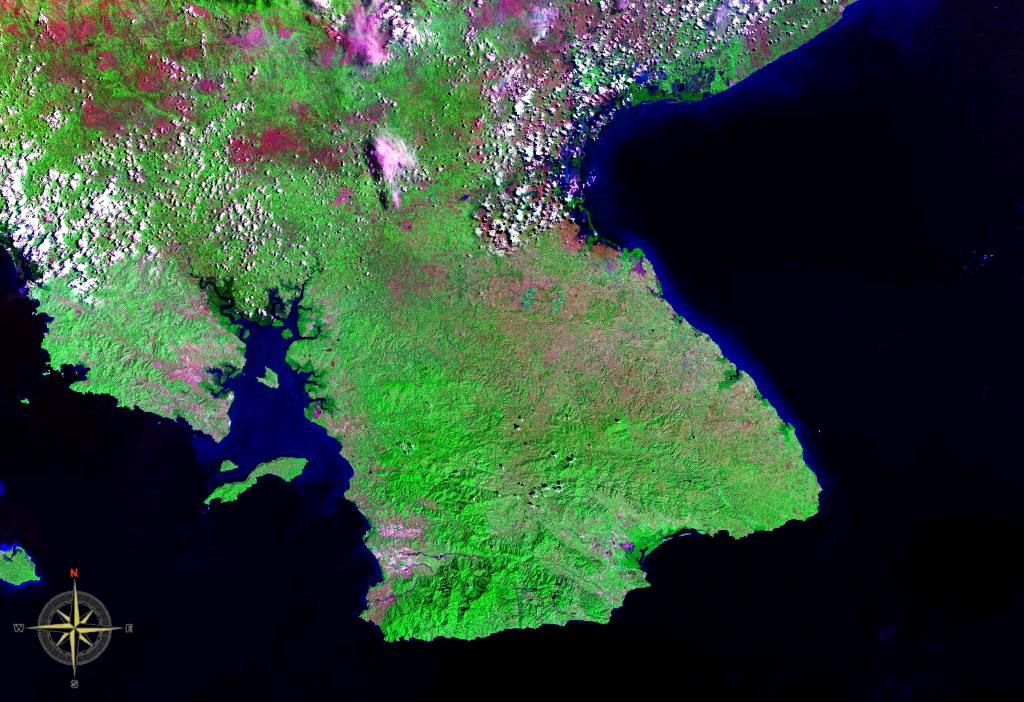
Punta Mariato längst ned till vänster på Azuerohalvön.

Punta Mariato eller Kap Mariato (spanska: Punta Mariato) är en udde i södra Panama och är den sydligaste platsen på den nordamerikanska kontinenten  och tillhör därmed världens yttersta platser.

## Historia
Parque nacional Cerro Hoya grundades den 2 oktober 1984 och anses vara den sista enklav av regnskog på Azuerohalvön  och är även habitat för en rad hotade djurarter .

## Geografi
Punta Mariato ligger i södra delen av Provincia de Veraguas i mellersta Panama.
Udden ligger i den sydvästra delen av Azuerohalvön direkt vid Stilla havet ca 15 km söder om orten Arenas och ca 70 km väster om staden Tonosi och cirka 350 km sydväst om huvudstaden Panama City.
Punta Mariato är obebodd och täcks av mangrove och regnskog och ingår i den cirka 33.400 hektar stora naturreservatet "Parque nacional Cerro Hoya" . Reservatet som sträcker sig ända till grannprovinsen Provincia Los Santos är även klassat som biosfärområde av Unesco.
Området är svårtillgängligt då det finns få vägar men havet utanför udden är en populär plats för surfing och djuphavsfiske.
Förvaltningsmässigt utgör Punta Mariato en del av distriktet "Distrito de Mariato".